# Carmona (genre)
Pour les articles homonymes, voir Carmona.
Genre
Classification phylogénétique
Carmona est un genre de la famille des Boraginaceae.

## Liste d'espèces
- Carmona retusa (Vahl) Masam.